# Zahaťťa
Zahaťťa, česky též Zahatje nebo Záhatí, ukrajinsky Загаття, maďarsky Hátmég, je obec v Iršavské městské komunitě v okrese Chust v Zakarpatské oblasti Ukrajiny. V roce 2025 zde žilo 2582 obyvatel; v celé obci pak 3650 obyvatel.

## Části obce
- Zahaťťa
- Duby
- Ivaškovycja
- Klymovycja
- Kobalevycja

## Historie
První písemná zmínka pochází z roku 1350. Do uzavření Trianonské smlouvy byla ves součástí Uherska, poté byla součástí Československa; za první československé republiky zde byl obecní notariát, četnická stanice a poštovní úřad, který se v letech 1921 až 1929 nazýval Zahatje a v letech 1929 až 1939 Záhatí.

## Osobnosti
- Serhij Ustyč (*1955),  politik a státník, diplomat, historik, sociolog; v letech 1999–2004 byl velvyslancem Ukrajiny v České republice